# KRRG-FM
KRRG es una estación de radio localizada en Laredo (Texas). Es más conocida como Big Buck Country. Emite música country para los radioescuchas de Laredo y Nuevo Laredo.